# Герб Апского края
Герб А́пского края — официальный символ Апского края, одного из краёв Латвии. Утверждён 25 апреля 2017 года.

## Описание и символика
В лазурном поле серебряный столб, обременённый пурпурным щитком с серебряным поясом; по обеим сторонам от столба по два серебряных цветка.
Герб края основан на гербе краевого центра — города Апе, с добавлением цветов. Цветы символизируют четыре волости, составляющие край, — Апскую, Вирешскую, Гауйиенскую, Трапенскую.
Автор герба — художник Айнарс Гайдис (Ainars Gaidis).

## История
Апский край образован 1 июля 2009 года. Герб края разрабатывался около двух лет и был утверждён 25 апреля 2017 года. Герб официально вручён краю президентом Латвии на «Празднике гербов самоуправлений» 27 апреля 2017 года.